# 시흥대로 (서울)
시흥대로(始興大路)는 서울특별시도 제21호선의 일부로서 서울특별시 금천구 시흥동 석수역 시계에서 영등포구 대림동 대림삼거리 사이를 잇는 도로로 총 연장 6.8 km, 폭 50 m의 왕복 10차로 도로이다. 남쪽 기점인 석수역에서는 경수대로와 연결되며, 북쪽 종점인 대림삼거리에서는 좌측으로는 신길로, 우측으로는 여의대방로와 연결된다. 과거에는 전 구간이 국도 제1호선에 속했지만 지금은 남쪽 끝부분만 속한다. 이 도로 구간에 속하는 지역은 모두 1914년 부군면 통폐합 이전의 원래 시흥군 영역에 속했다.

## 역사
1981년 영등포로터리에서 시작하여 신풍시장, 신풍역 사거리 (옛 수녀원 사거리)를 경유해 시흥동 석수역 시계까지 이르는 도로를 시흥로로 칭했으나 1984년 영등포로터리 - 강남성심병원까지의 4차선 도로를 신길로로 분리하면서 강남성심병원 (대림삼거리) - 석수역까지의 도로가 현재의 시흥대로로 불리게 되었다. 이중 석수역 - 시흥사거리까지는 국도 제1호선의 일부로 편입되어 있다. 2005년 12월부터 시흥대로 전체 구간 중에서 기아대교 삼거리에서 대림삼거리까지 중앙버스전용차로가 개설되어 이 지역의 대중교통 편의를 더욱 높인것이 특징이다.
- 1996년 7월 1일 : 국도 노선 변경으로 인해 시흥사거리 ~ 대림삼거리 구간이 국도 제1호선 지정 해제[1]
- 2009년 7월 10일 : 2개 이상 시·도에 걸쳐 있는 도로로 시흥대로를 고시[2]

## 특징
시흥대로의 폭이 건설 당시부터 50 m였기 때문에 금천구 지역 주민들은 이 도로를 예부터 "50미터 도로"라고 불렀으며 시흥대로에서 갈라지는 박미삼거리 - 구로전화국 사거리까지 4차선 도로인 독산동길 (독산로)을 "20미터 도로"라고 불렀다. 안양시의 주거지역에서 구로구, 금천구, 영등포구의 공단지역을 연결함은 물론 대방동, 노량진, 여의도, 영등포 각 지역으로의 이동이 쉬워 교통량은 많으나 주요 교차점을 제외하면 양호한 혼잡도를 보이고 있다. 또한 행정구역은 구로디지털단지역앞에 있는 지하철 교각 기둥을 기준으로 서남쪽은 구로구, 서북쪽은 영등포구, 동남쪽은 관악구, 동북쪽은 동작구로 나뉘고 여기서 남남서쪽으로 771 m쯤 떨어진 시흥 나들목은 서북쪽은 구로구, 동북쪽은 관악구, 남쪽은 금천구로 나뉜다.
신안산선이 지하로 지나갈 예정이다.

## 노선
- 표기한 서울특별시도는 안내용 노선이다.
- 전 구간이 서울특별시도 제21호선에 속한다.

| 이름                             | 접속 노선                          | 소재지          | 소재지                | 비고                |
| 경수대로와 직결                  | 경수대로와 직결                    | 경수대로와 직결 | 경수대로와 직결       | 경수대로와 직결     |
| -------------------------------- | ---------------------------------- | --------------- | --------------------- | ------------------- |
| 석수역                           | 삼성산길                           | 서울특별시      | 금천구                | 국도 제1호선과 중복 |
| 기아대교앞 교차로                | 기아로                             | 서울특별시      | 금천구                | 국도 제1호선과 중복 |
| 금천 램프                        | 서울특별시도 제94호선 (강남순환로) | 서울특별시      | 금천구                | 국도 제1호선과 중복 |
| 박미삼거리                       | 독산로                             | 서울특별시      | 금천구                | 국도 제1호선과 중복 |
| 시흥사거리                       | 국도 제1호선 (금하로)              | 서울특별시      | 금천구                | 국도 제1호선과 중복 |
| 금천구청입구 교차로              | 시흥대로73길                       | 서울특별시      | 금천구                |                     |
| 말미사거리                       | 범안로                             | 서울특별시      | 금천구                |                     |
| 금천우체국 교차로                | 두산로 시흥대로122길               | 서울특별시      | 금천구                |                     |
| 독산사거리                       | 가산로                             | 서울특별시      | 금천구                |                     |
| 시흥 나들목                      | 서울특별시도 제92호선 (남부순환로) | 서울특별시      | 금천구                |                     |
| 시흥 나들목                      | 서울특별시도 제92호선 (남부순환로) | 서울특별시      | 서:구로구 동:관악구   |                     |
| 디지털단지입구 교차로            | 디지털로32길                       | 서울특별시      |                       |                     |
| 구로디지털단지역 교차로 (구로교) | 도림천로 신사로                    | 서울특별시      |                       |                     |
| 구로디지털단지역 교차로 (구로교) | 도림천로 신사로                    | 서울특별시      | 서:영등포구 동:동작구 |                     |
| 대림사거리                       | 대림로                             | 서울특별시      |                       |                     |
| 대림삼거리                       | 신길로                             | 서울특별시      |                       |                     |
| 여의대방로와 직결                |                                    |                 |                       |                     |

## 주요 건물 및 시설
- 서울교통네트웍 시흥동영업소 (서울특별시 금천구 시흥대로 33)
- 중앙철재종합상가 (서울특별시 금천구 시흥대로 46)
- 시흥산업용재유통센터 (서울특별시 금천구 시흥대로 97)
- 남서울힐스테이트 (서울특별시 금천구 시흥대로 165)
- 홈플러스 시흥점 (서울특별시 금천구 시흥대로 201)
- 노보텔 앰배서더 독산 (서울특별시 금천구 시흥대로 378)
- 구로소방서 독산119안전센터 (서울특별시 금천구 시흥대로 386)
- 홈플러스 금천점 (서울특별시 금천구 시흥대로 391)
- 롯데시네마 독산점, 시티렉스 (서울특별시 금천구 시흥대로 399)
- 서울문성초등학교 (서울특별시 금천구 시흥대로 460)
- 서울영림초등학교 (서울특별시 영등포구 시흥대로 173)
- 대림중학교 (서울특별시 영등포구 시흥대로 185)
- LG유플러스 독산사옥 (서울특별시 금천구 시흥대로 479)
- 대림성모병원 (서울특별시 영등포구 시흥대로 657)
- 서울금천소방서 (서울특별시 금천구 시흥대로 344)
- 한림대학교 강남성심병원 신관 (서울특별시 영등포구 시흥대로 665)
- 롯데시네마 신대방점 (서울특별시 동작구 시흥대로 606)
- 한국 위키미디어 협회 (서울특별시 동작구 시흥대로 606)
- 신한은행 디지털라운지 시흥대로점 (서울특별시 금천구 시흥대로 97)
- IBK기업은행 시흥유통센터 (서울특별시 금천구  시흥대로 97)
- IBK기업은행 석수역지점 (서울특별시 금천구  시흥대로 46)
- 금천남부새마을금고 시흥3동지점 (서울특별시 금천구 시흥대로 78)

## 사진

서울금천우체국 부근
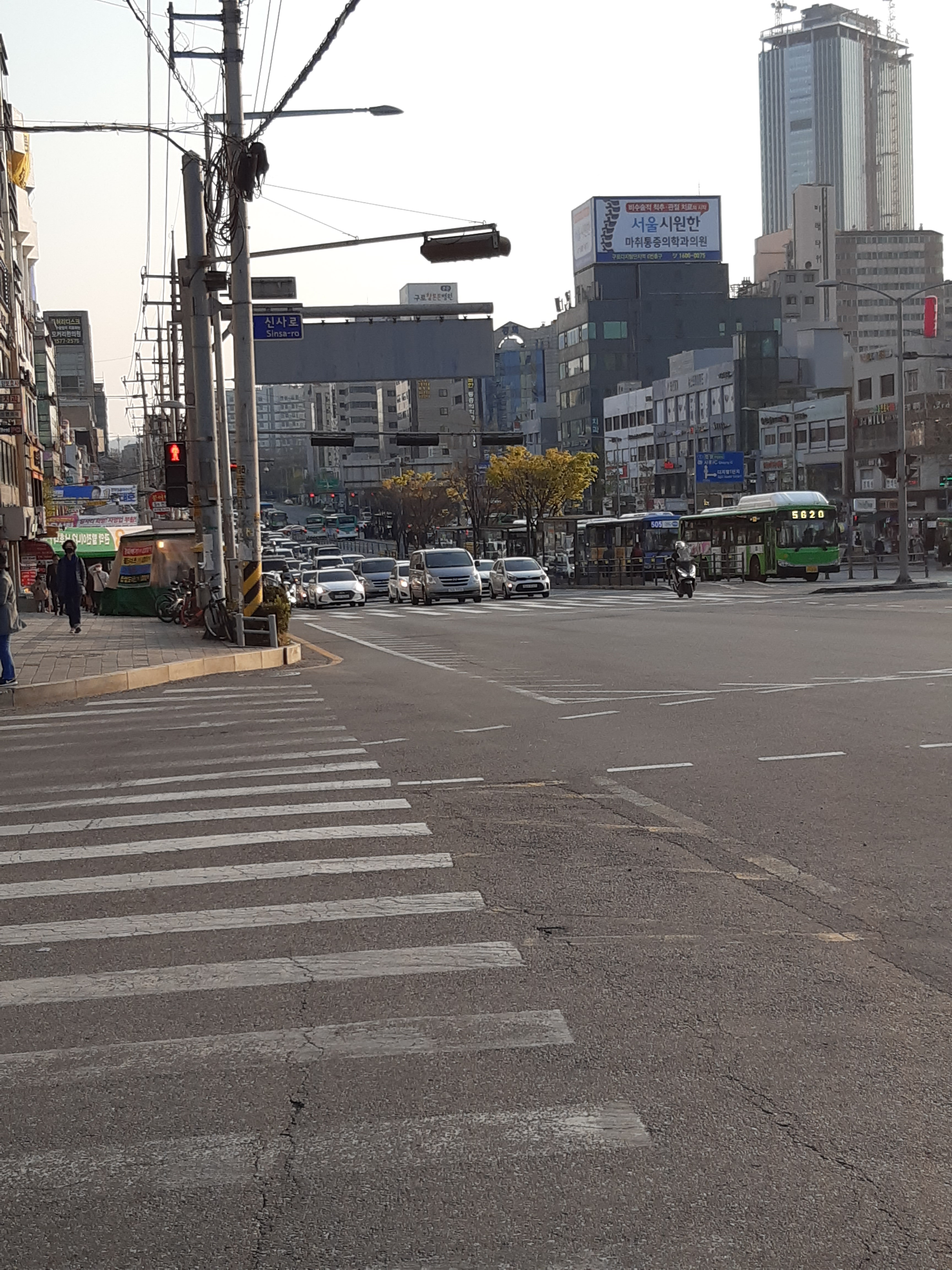
시흥대로와 신사로 교차하는 도로
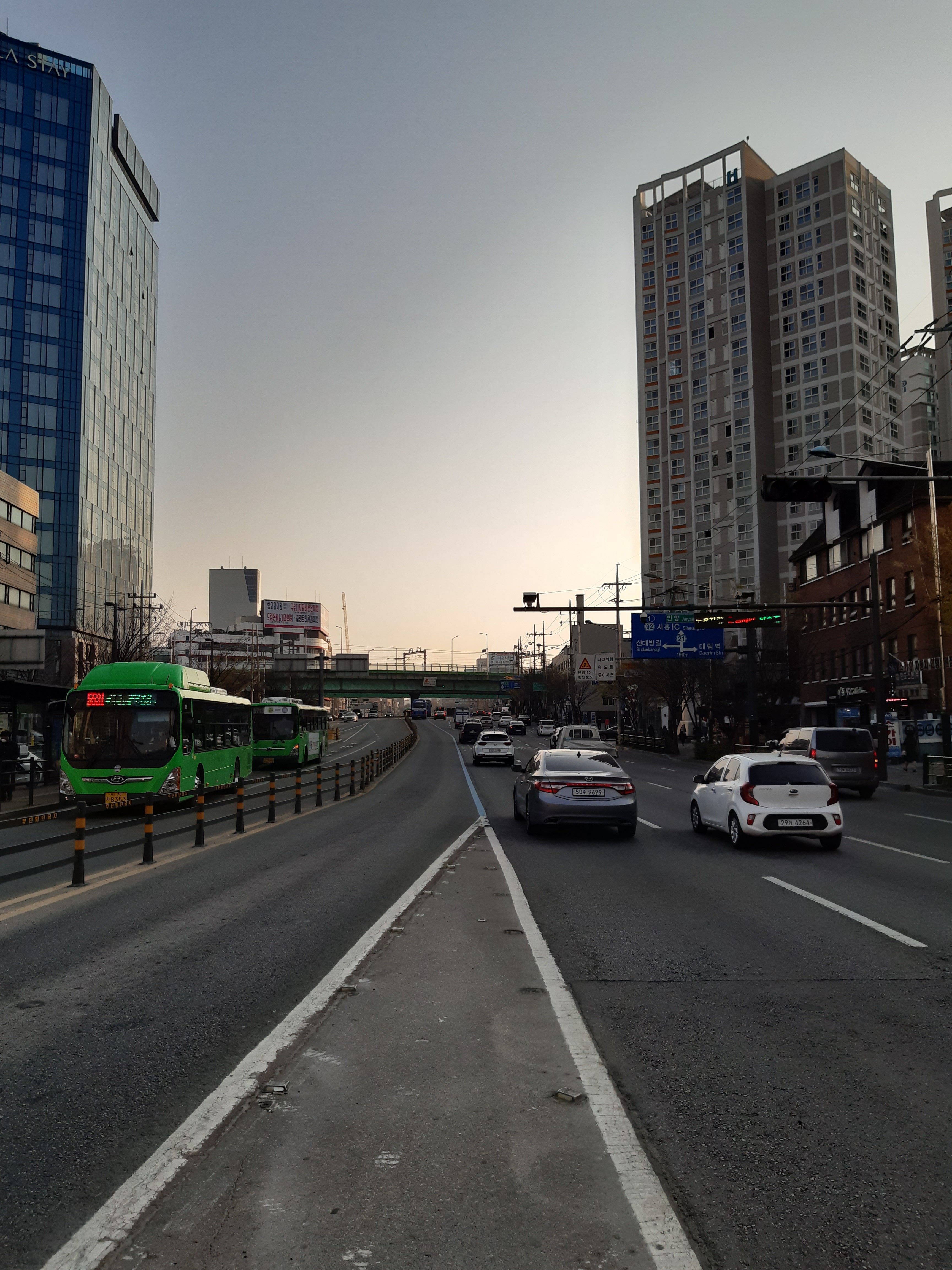
시흥대로
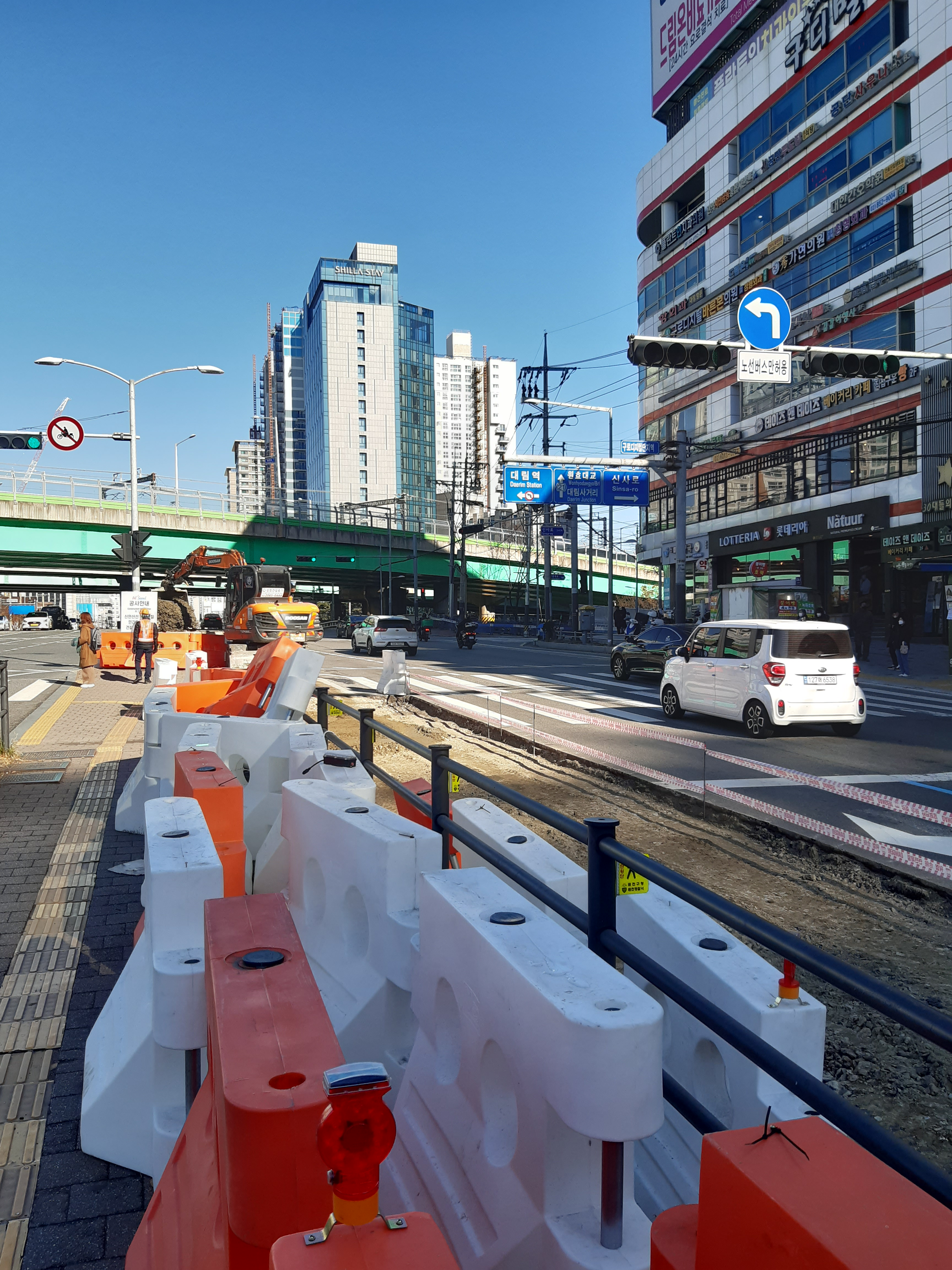
신안산선 공사중(구로디지털단지역 부근)
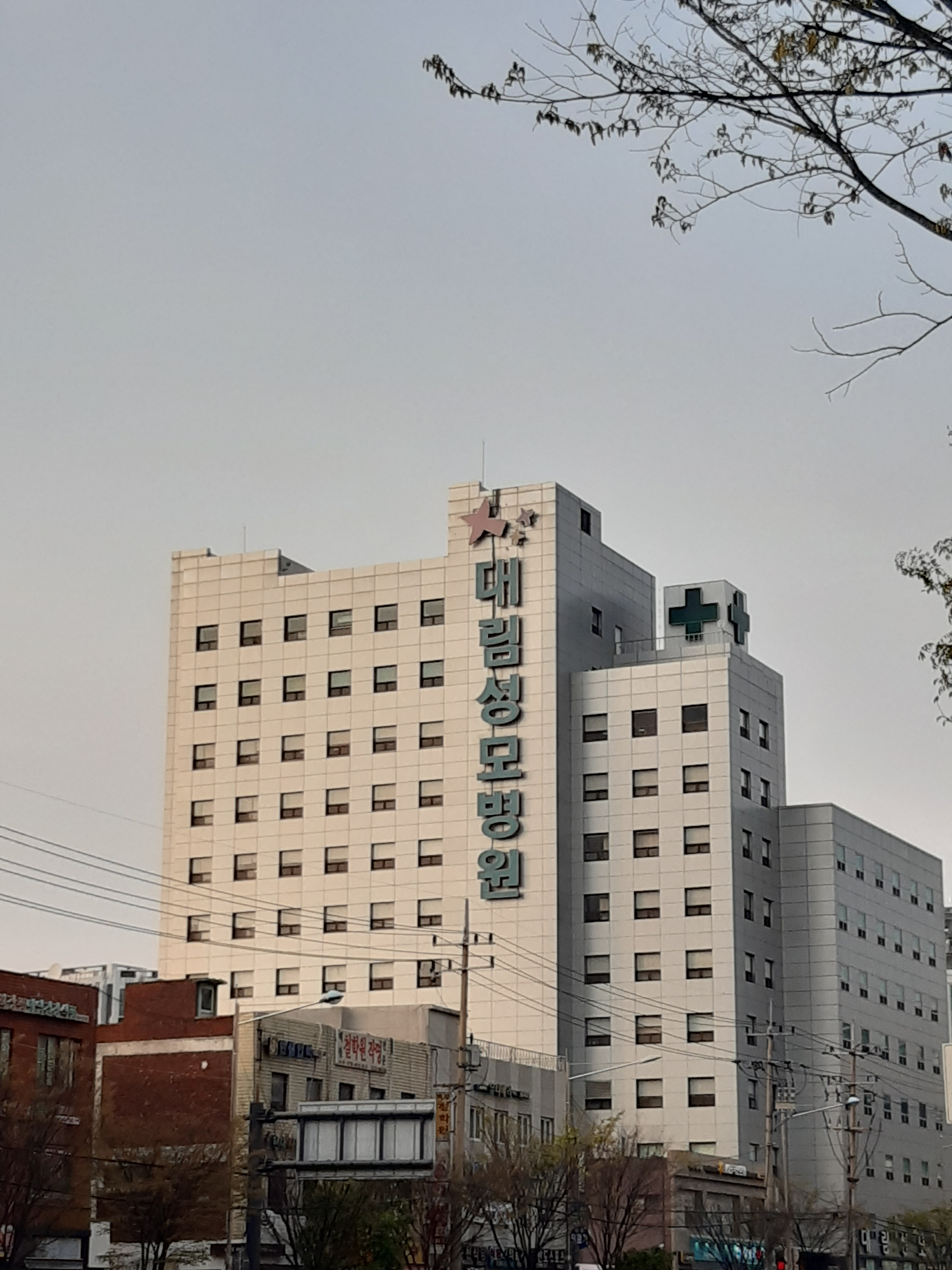
대림성모병원
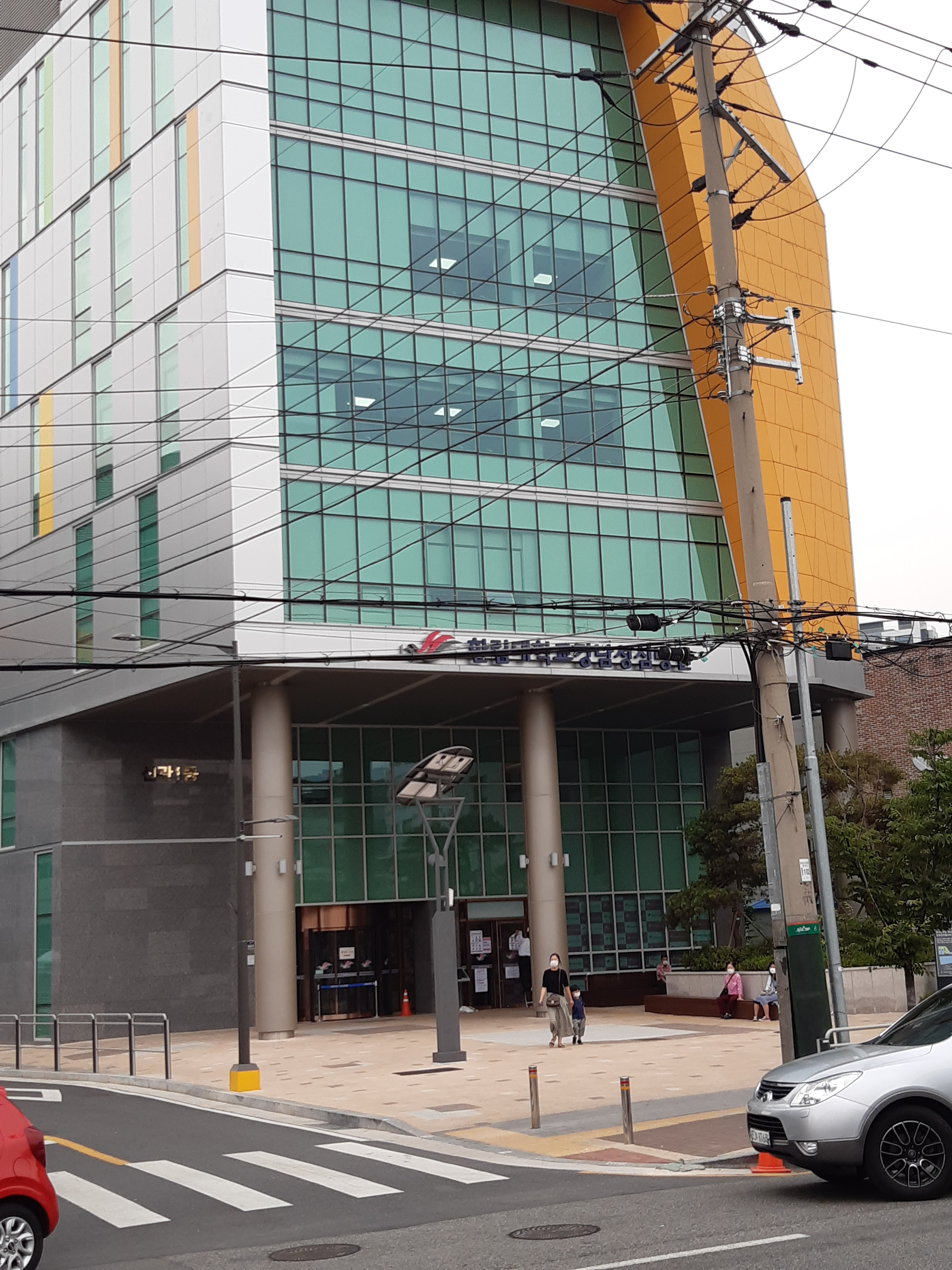
한림대학교 강남성심병원 신관
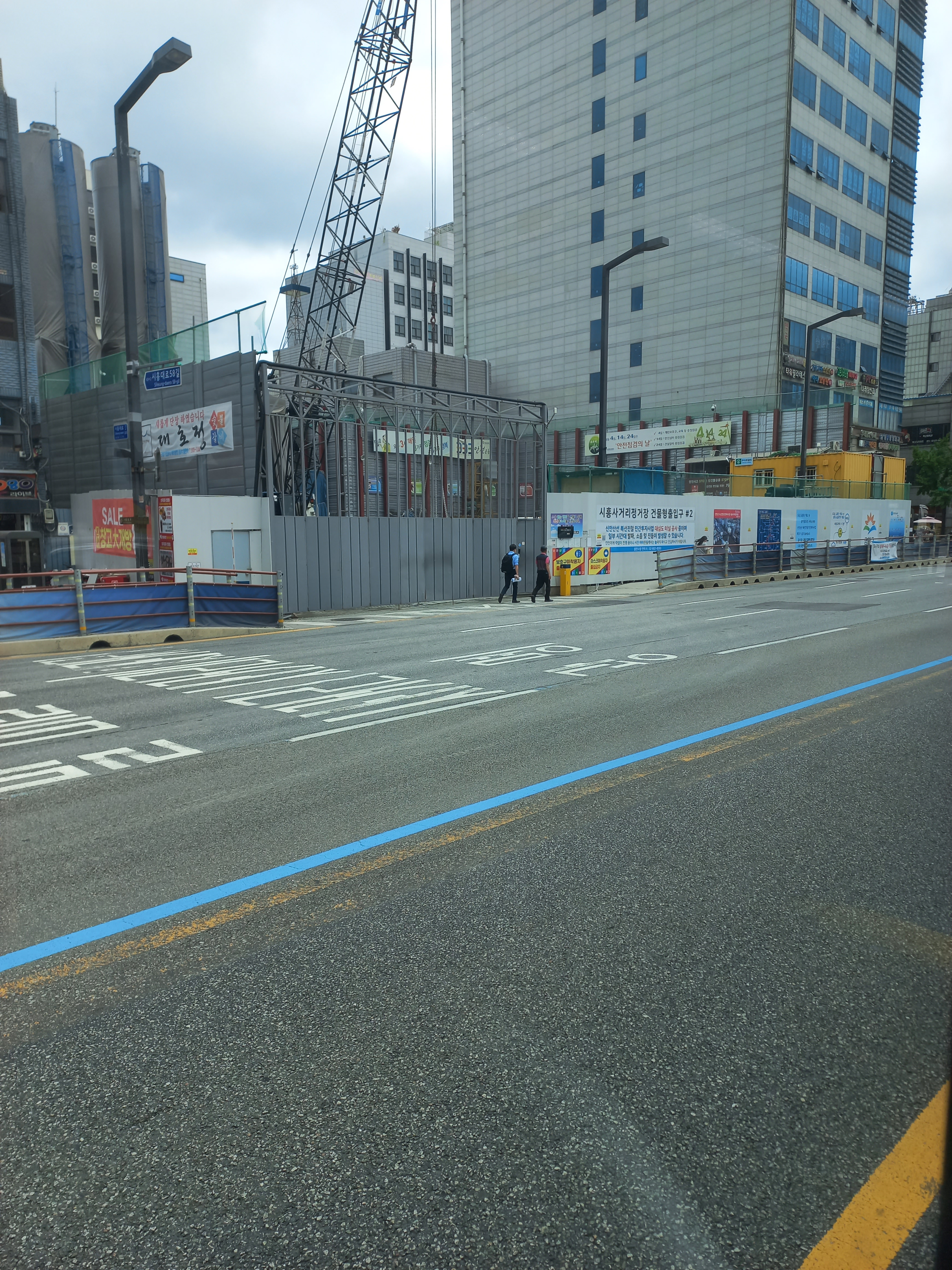
시흥사거리역
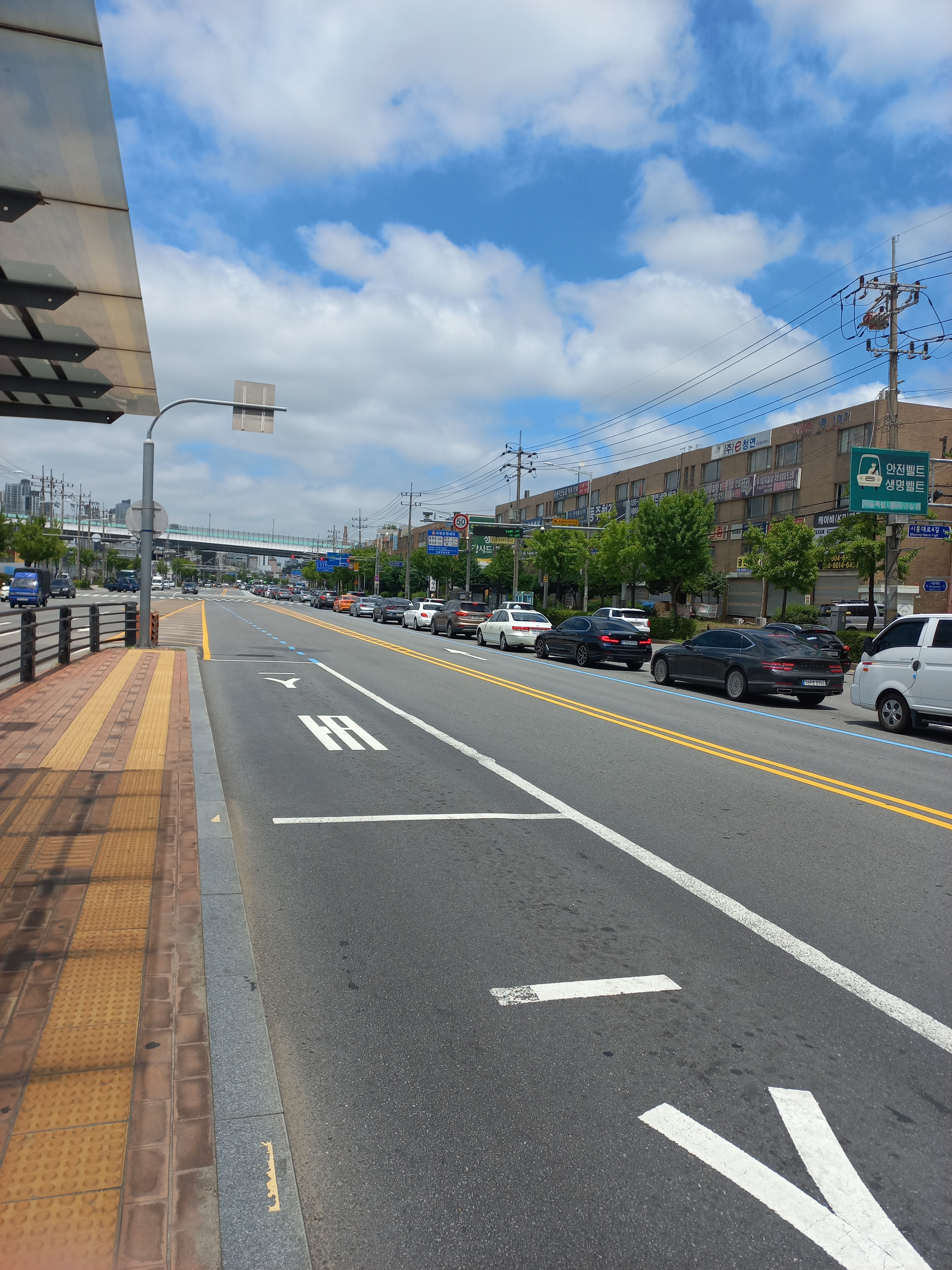
버스중앙차로
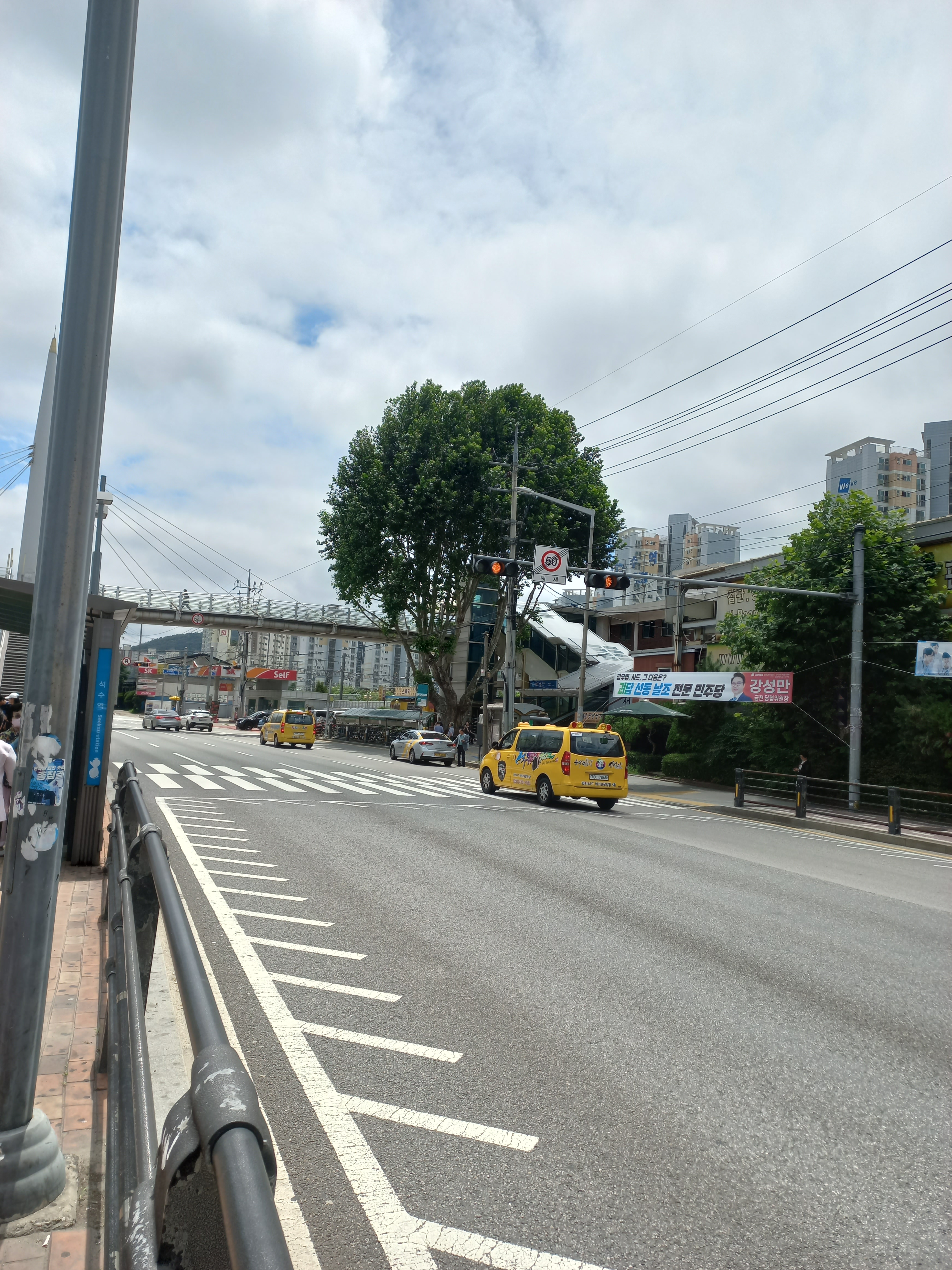
석수역앞
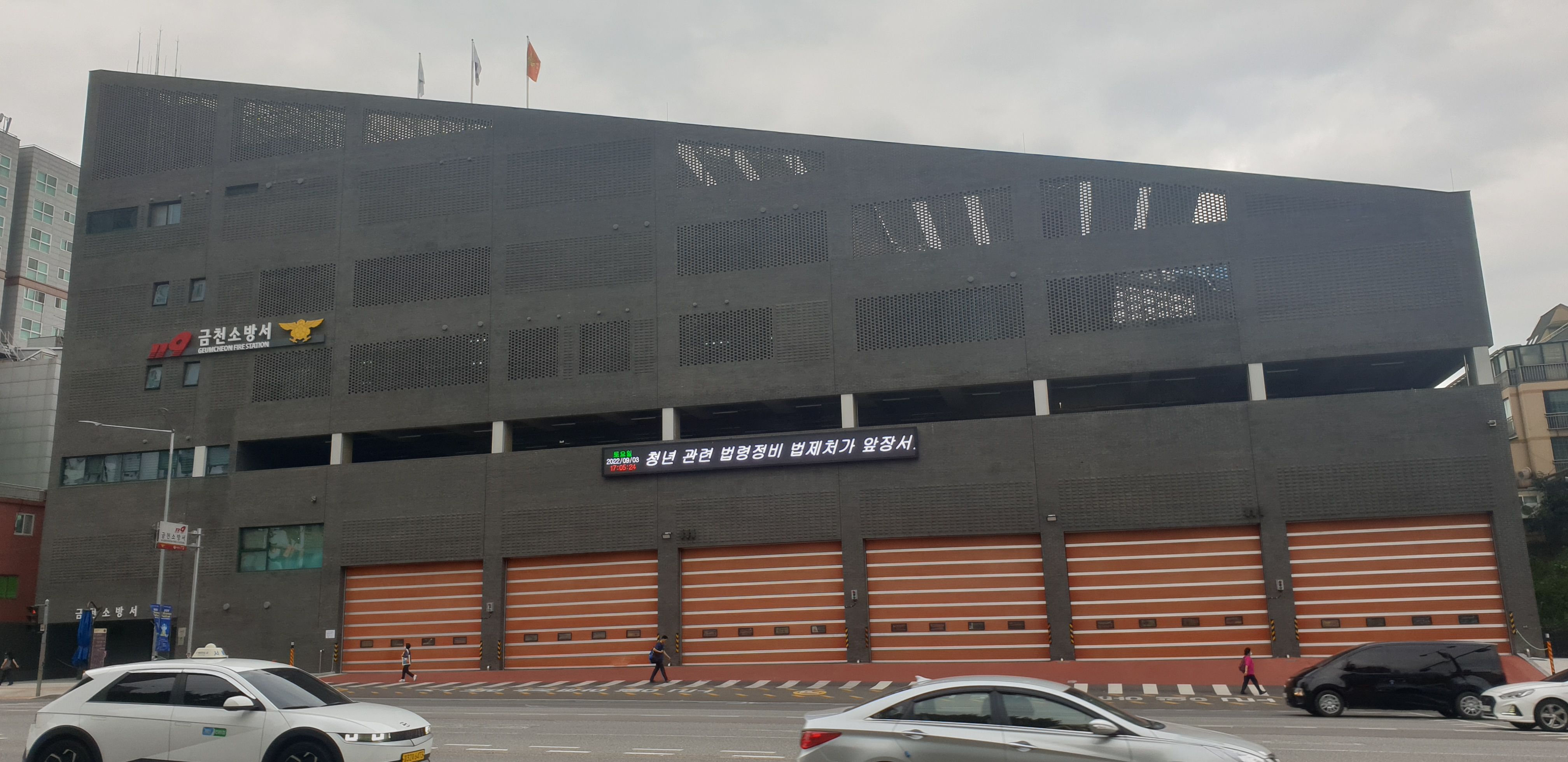
서울금천소방서
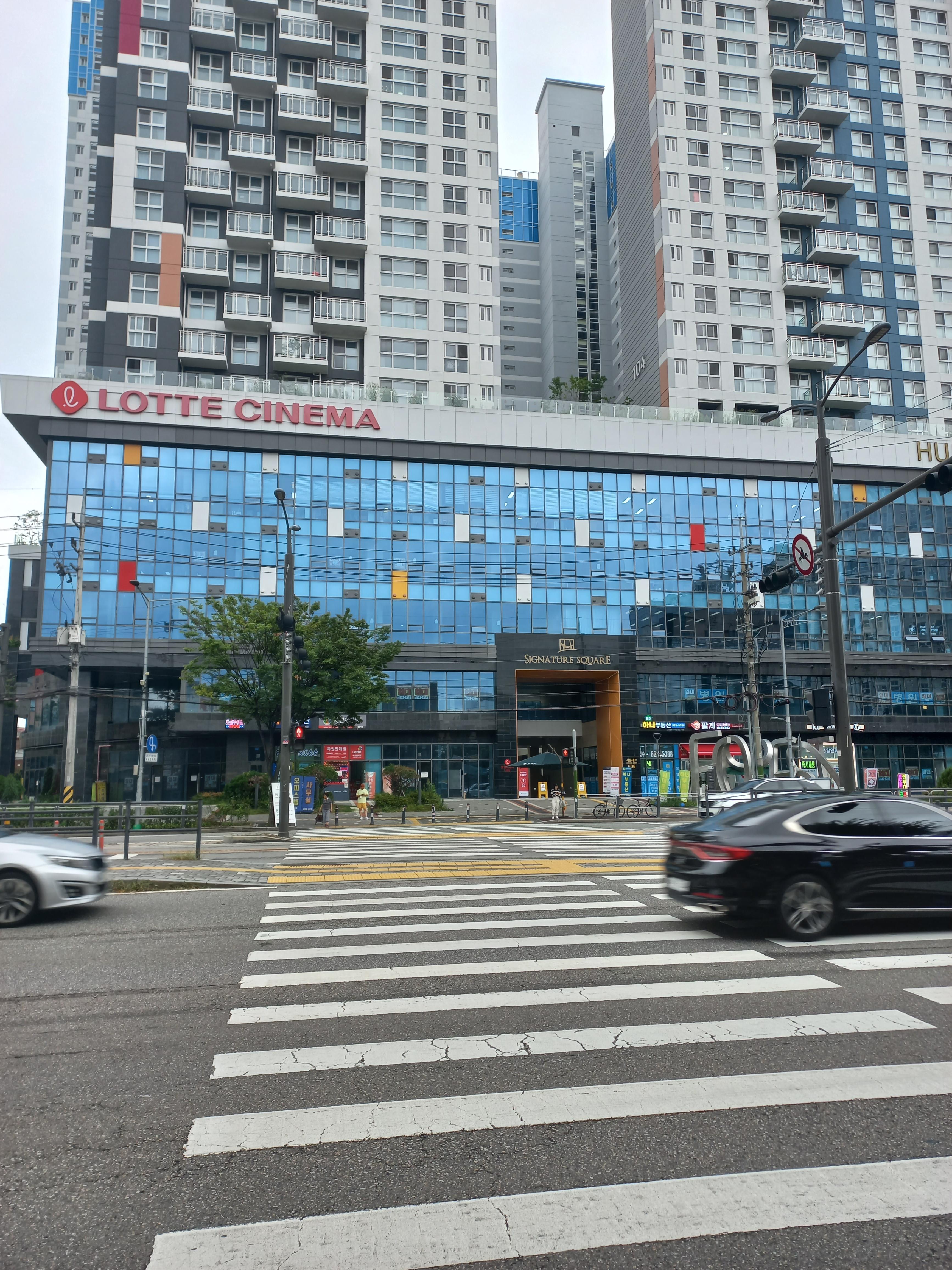
롯데시네마 신대방, 한국 위키미디어 협회
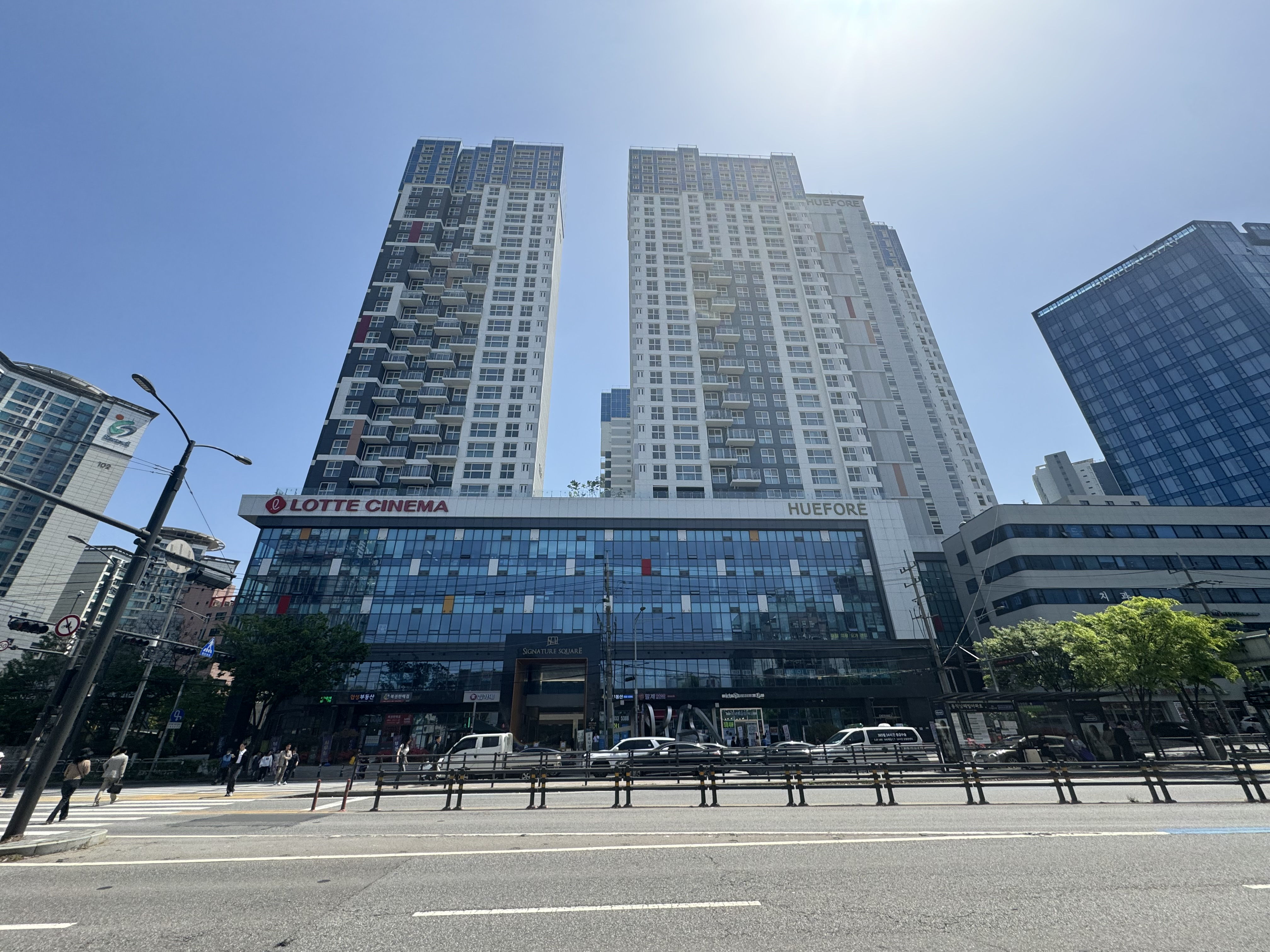
롯데시네마 신대방, 한국 위키미디어 협회  2
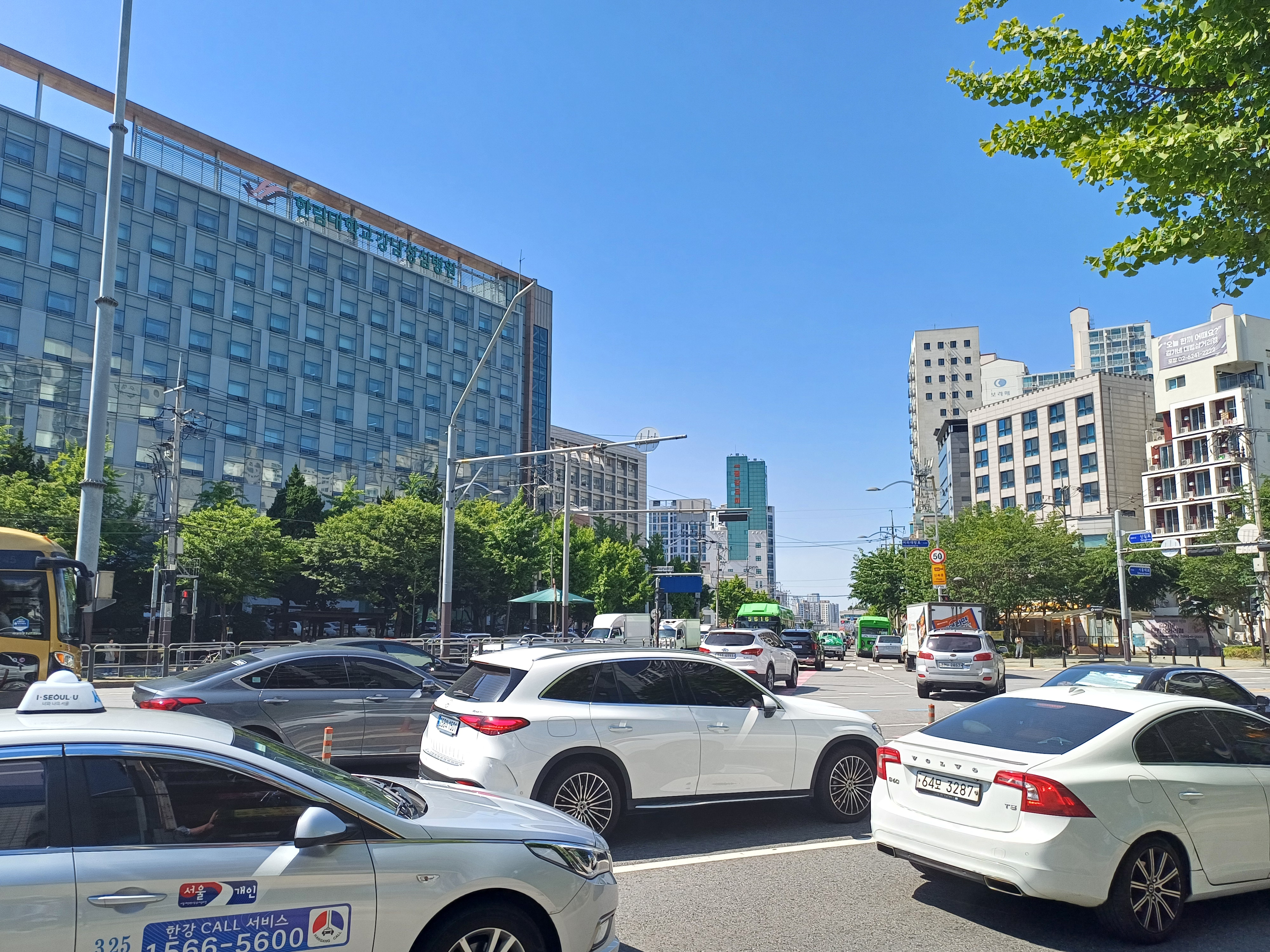
신길로, 여의대방로 교차 지점 (한림대학교 강남성심병원 앞)
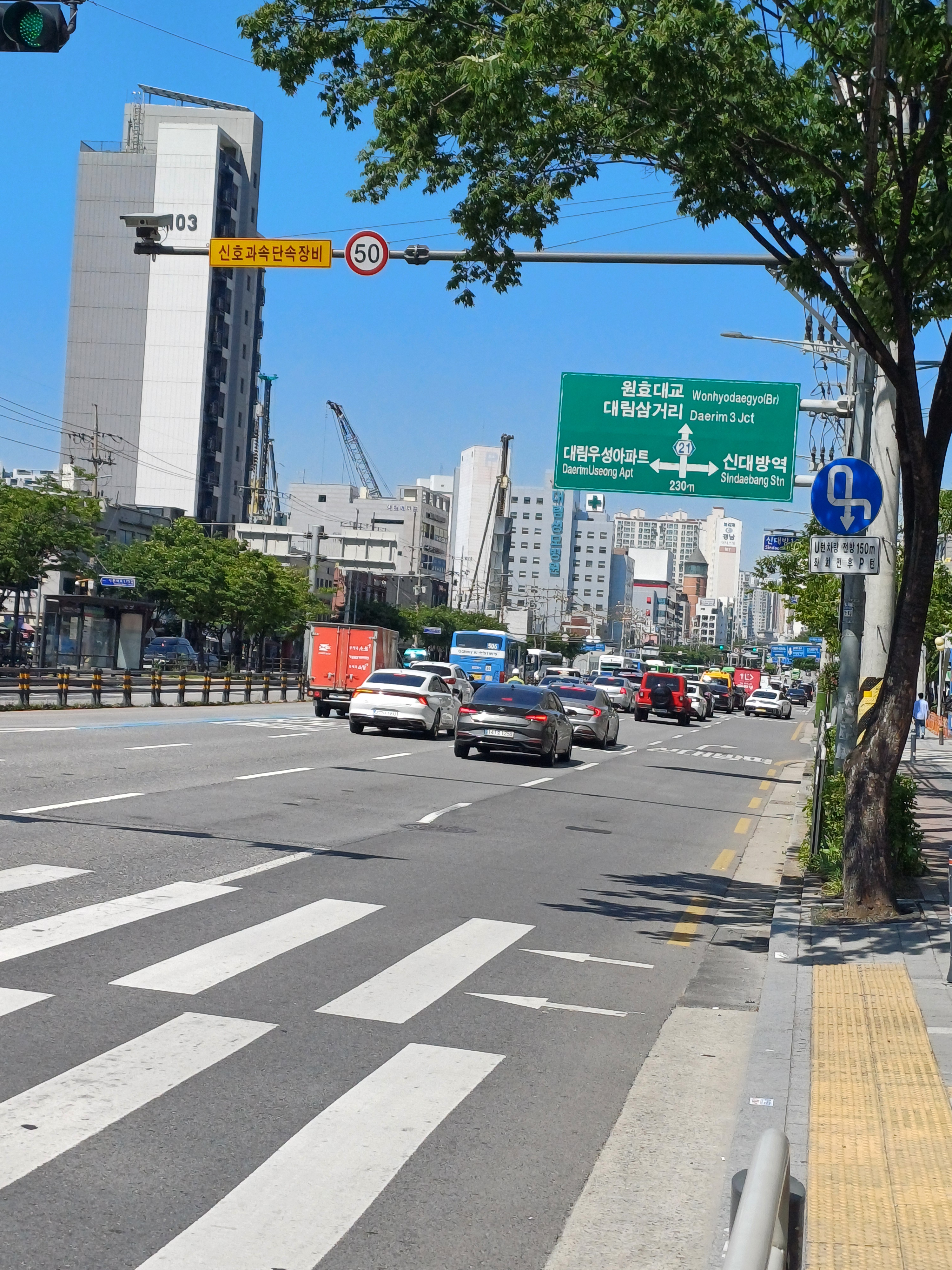
시흥대로 2
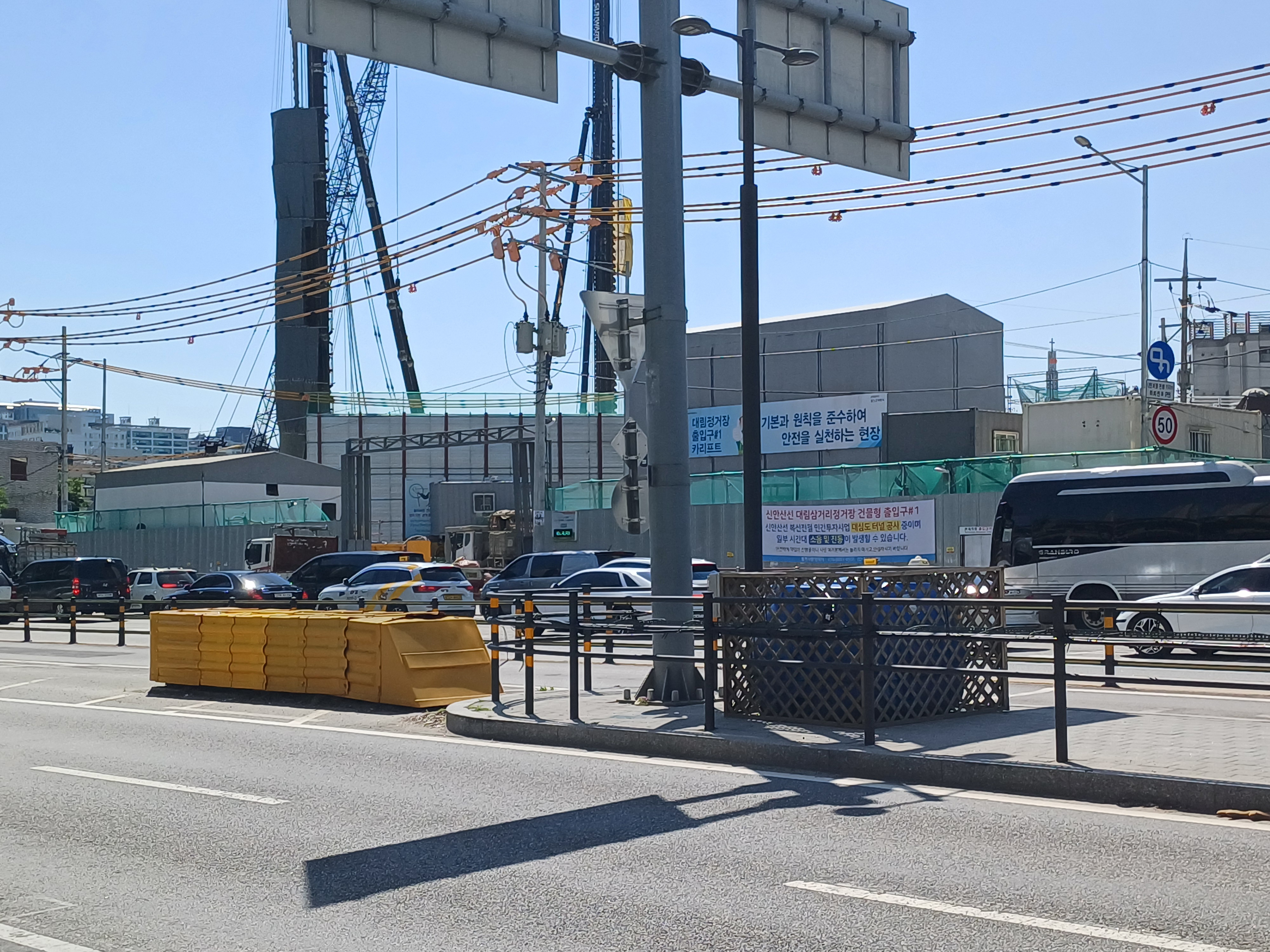
공사중인 신안산선 대림삼거리역
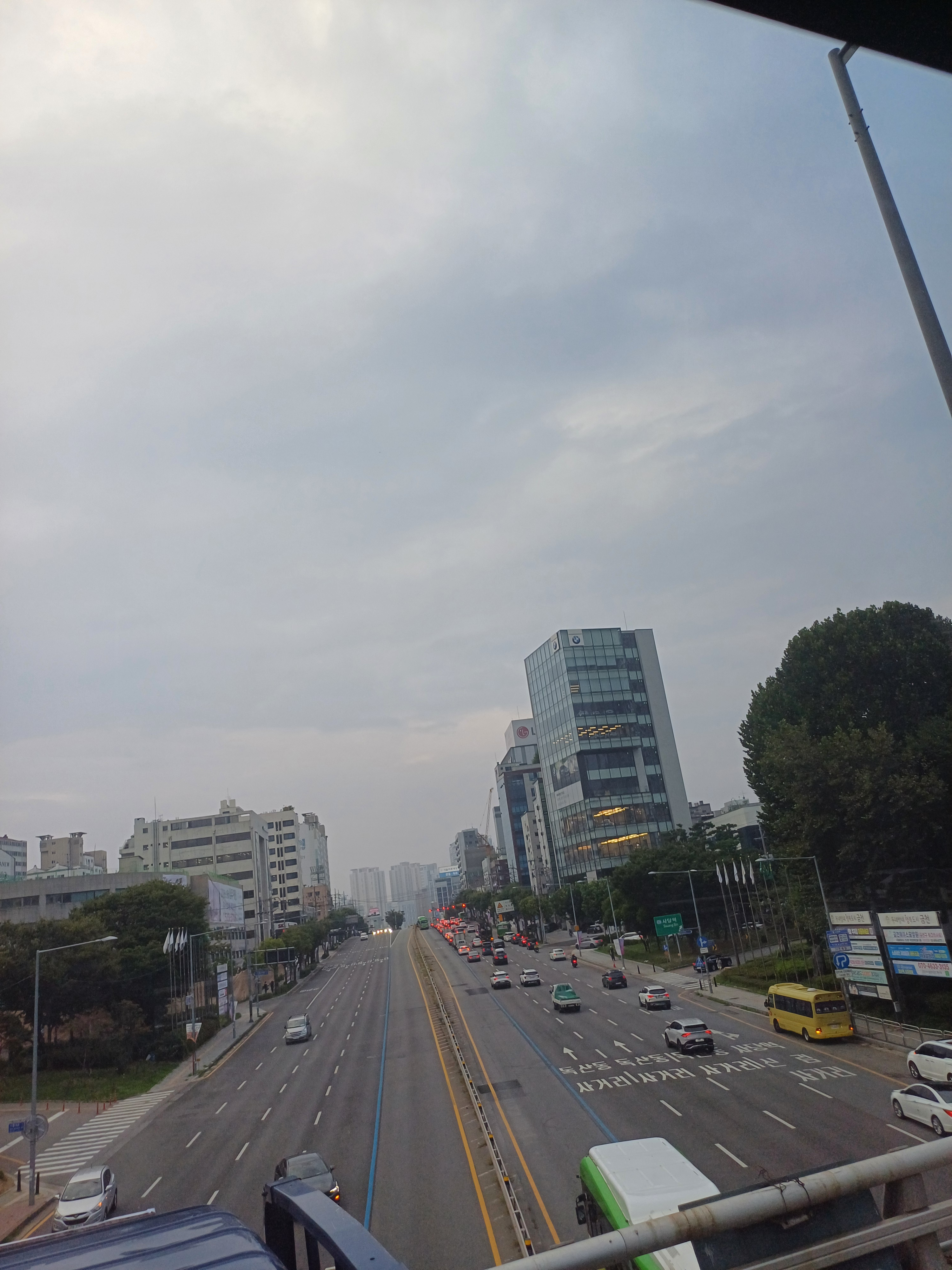
시흥ic고가대교에서 본 시흥대로
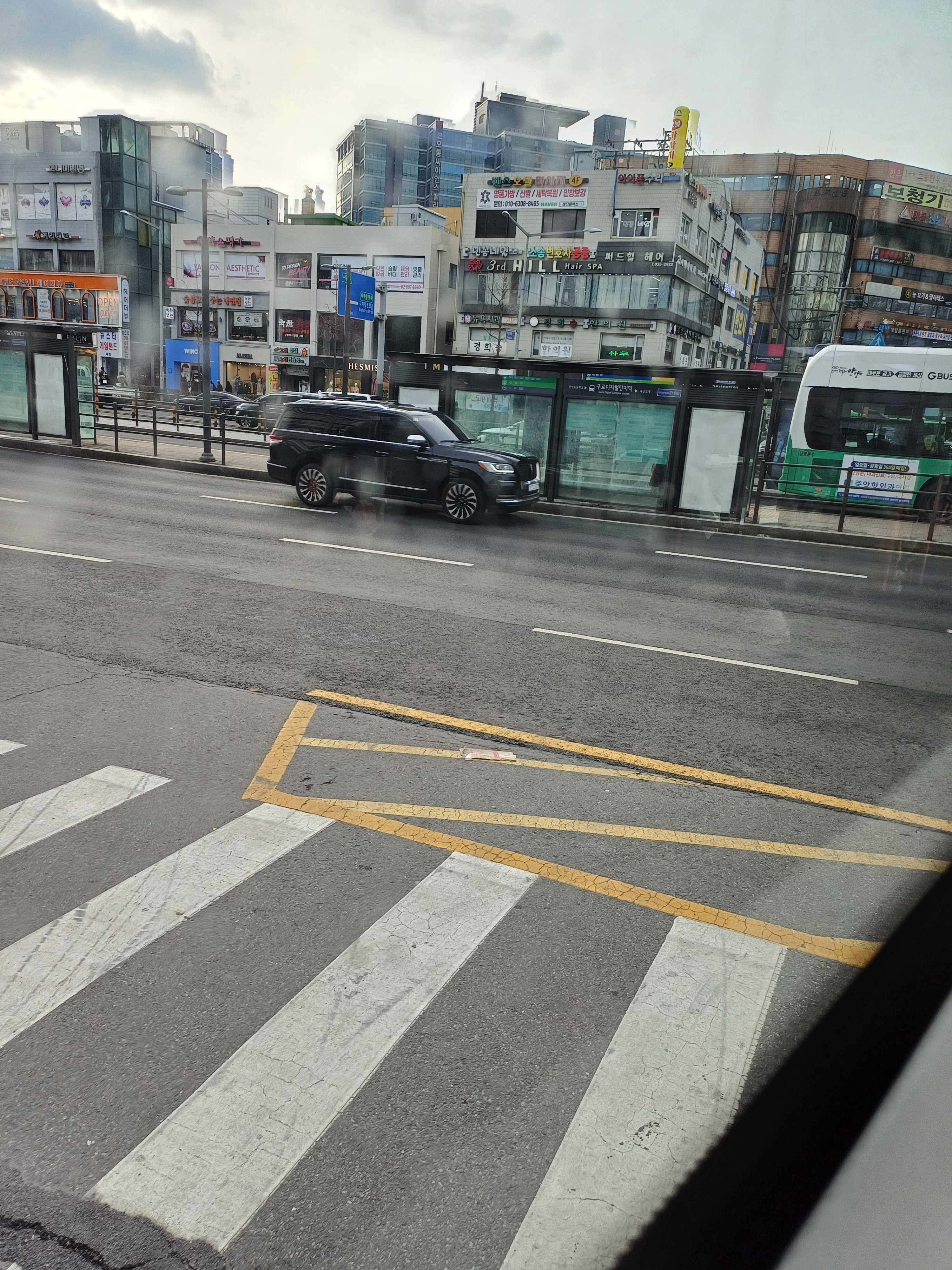
서울 시흥대로(조원로) 교차

## 같이 보기
- 경수산업도로
- 여의대방로
- 신길로
- 강남순환로
- 신안산선 (공사중)(2026년 개통예정)